# Litoria aurea
Litoria aurea је водоземац из реда жаба и фамилије Hylidae.

## Угроженост
Ова врста се сматра рањивом у погледу угрожености врсте од изумирања.

## Распрострањење
Аустралија и Нови Зеланд су једина позната природна станишта врсте.
Популација ове врсте се смањује, судећи по расположивим подацима.

## Станиште
Станишта врсте су шуме, мочварна подручја, жбунаста вегетација, екосистеми ниских трава и шумски екосистеми, брдовити предели и слатководна подручја.